# بودنو (استان پودلاسکی)
بودنو (به لهستانی:  Budno) یک روستا در لهستان است که در گمینا یانوو (استان پودلاسکی) واقع شده‌است.